# Арбовіруси
Арбові́руси (від акроніму англ. arthropod-borne viruses) — еколого-епідеміологічна група РНК-вірусів з 5-ти родин Bunyaviridae, Flaviviridae, Reoviridae, Togaviridae і Asfarviridae, що їх переносять членистоногі (кліщі, комарі тощо).
Термін «віруси, що передають членистоногі» було впроваджено у медичний вжиток 1942 року, але 1963 року Міжнародний підкомітет з номенклатури вірусів змінив їхню назву на сучасну — «арбовіруси».
Арбовіруси спричинюють захворювання людей і тварин (арбовірусні хвороби) з різними клінічними проявами:
- з переважанням гарячки і висипу (часто їх називають геморагічні гарячки) — наприклад, жовта гарячка, гарячка денге, Крим-Конго геморагічна гарячка, гарячка Оропуш, хвороба, яку спричинює вірус Уна тощо;
- з переважанням енцефаліту — наприклад, кліщовий енцефаліт, японський енцефаліт;
- з поєднанням цих уражень — гарячка Західного Нілу тощо.

Наразі виявлено близько 100 вірусів, що спричинюють хвороби в людини, а загалом до цієї еколого-епідеміологічної групи належать понад 500 відкритих вірусів, що передаються поміж тваринами.